# Alfa Romeo 12C
Alfa Romeo 12C byla série automobilů italské firmy Alfa Romeo, vyráběná v letech 1936 až 1937. Byla odvozena od současně vyráběné série 8C–35. Oba typy vozů 8C–35 i 12C byly původně označeny jako Tipo C.  Označení 12C (12 Cilindri) pochází od dvanáctiválce. Bylo vyrobeno celkem 10 vozů 12C (6 v roce 1936 označované jako 12C–36 a 4 v roce 1937 označované 12C–37).

## Vznik a vývoj
Největším problémem, kterému vozy Alfa Romeo čelily, bylo obrovské množství výkonu, kterými německé osmi, dvanácti a šestnáctiválcové motory disponovaly. V roce 1936 Alfa Romeo představila dvanáctiválcový typ Alfa Romeo 12C–36, jehož podvozek a karoserie více méně navazovala na předchozí model Alfa Romeo 8C-35 (1931–1939). Z hlediska typu karoserie (monopost) však byl blíže typ Alfa Romeo Tipo B/P3 (1932–35).
Bylo vyrobeno šest závodních vozů 12C–36 a čtyři 12C–37. Typ 12C se používal v sezónách 1936 a 1937, kdy s ním závodili mj. Tazio Nuvolari, Antonio Brivio-Sforza, Carlo Felice Trossi a Giuseppe Farina. Vůz debutoval na Grand Prix Tripolisu v roce 1936 a dosáhl čtyř vítězství v každé ze dvou sezón, ale žádné z vítězství nepřišlo ve skutečně důležitých závodech, jako byly podniky mistrovství Evropy. 
Ani v roce 1937 neměl typ 12C proti německým týmům s vozy Mercedes–Benz W 154 a Auto Union Typ C v závodech Grand Prix šanci. Za konstrukci tohoto vozu a motoru byl designér Vittorio Jano před koncem roku 1937 od Alfy Romeo vyhozen (jiná verze uvádí, že konstrukce typu 12C byla důvodem rezignace Vittoria Jana z Alfy Romeo). Výkony vozu byly tak nedobré, že hlavní jezdec týmu Nuvolari po sezoně 1937 tým Alfy Romeo (Scuderia Ferrari) opustil a přešel v roce 1938 do konkurenční závodní stáje Auto Union.
Počátkem roku 1938 byly podvozky Tipo C (8C–35, 12C–36) upraveny pro vozy Alfa Romeo Tipo 308s, s řadovým osmiválcem umístěným níže v podvozku a zcela novou karoserií. Čtyři podvozky modelu 12C-37 byly namontovány do formulových závodních vozů Tipo 312 (V12 zmenšený na zdvihový objem 3 litry) a Tipo 316 (V16 získaný ze dvou motorů Tipo 158 namontovaných na společné klikové skříni).
Začátek druhé světové války silně ovlivnil závodní programy firmy Alfy Romeo. Pozdější Alfa Romeo 12C Prototipo z roku 1941, určená pro závod 1000 Miglia, který byl kvůli válce zrušen a společnost i proto změnila své zaměření. Alfa Romeo 12C, navzdory svým smíšeným závodním úspěchům, zůstává důležitou součástí bohatého závodního dědictví Alfy Romeo. Je představitelem období intenzivního technologického rozvoje a nelítostné konkurence v historii Grand Prix. Její výkonný motor V12 ovlivnil i pozdější programy a dokonce přispěl k vývoji pohonných jednotek V12, které přinesly Enzu Ferrarimu poválečnou slávu.
Předpokládá se, že v původním stavu se dochovaly pouze dva vozy; jeden je v muzeu Alfa Romeo Museo Storico, zatímco druhý byl prodán švýcarskému závodníkovi a naštěstí nebyl podstatně upraven. Soukromě vlastněný podvozek s názvem „50013“ změnil majitele v aukci Christie's v roce 1988 za pozoruhodných 2,85 milionu dolarů, což byl v té době světový rekord pro vůz Grand Prix.

## Popis
Monopost měl motor vpředu a pohon zadních kol. Motor měl dva šestiválcové bloky (blok a hlava z hliníkové slitiny), skloněné pod 60°, z nichž každý má dva vačkové hřídele nad hlavou (DOHC). Při 5600 ot/min a zdvihovém objemu 4,1 litrů podával výkon 370 k.  Po stranách, vedle řidiče, byly válcovité chladiče oleje. Nový vůz s názvem 12C-36 se od starého 8C-35 lišil dvěma výfukovými trubkami pod podvozkem. Alfy Scuderie Ferrari používaly hladké zadní pneumatiky Engelbert 6,75" x 19" a přední pneumatiky 5,25" x 19".

Nový závodní vůz Alfa Romeo se vyznačoval zvláštností pohonu zadní nápravy. Od převodové skříně vedly šikmo k zadním kolům 2 kardanové hřídele a v prostoru mezi těmito hřídeli bylo pak umístěno sedadlo jezdce. Dosáhlo se tím poměrně značného snížení vozu a tím i jeho těžiště. Zadní náprava byla tuhá, odpérovaná s hydraulickými tlumiči dvěma čtvrteliptickými pery, velmi krátkými a robustními, připomínajícími pérování starých Bugattek. Přední náprava byl výkyvná — systém Dubonnet, známý z vozů Opel, Chevrolet atd. Dvanáctiválcový motor o objemu 4,1 l měl dva vodorovně uložené kompresory a 2 speciální karburátory Weber 50 DCO. Pro rok 1937 byly provedeny na podvozku drobné změny, aby se zlepšila ovladatelnost, ale nejvíce času bylo vynaloženo na zlepšení výkonu motoru. Zdvihový objem byl zvýšen na 4,5 litru as pomocí nově vyvinutých dvoustupňových kompresorů produkoval 12C-37 statných 430 koní. Nový motor, kterým chtěla Alfa ohrozit německé závodní speciality, měl být nasazen již v první polovině sezony, ale stalo se tak až v srpnu v Pescaře. Jak se ukázalo, výkon nepotvrdil předpoklady. Brzo se ukázalo, že vůz s 12válcovým motorem je sice rychlejší, ale náchylnější k problémům s motorem více než 8válcový.

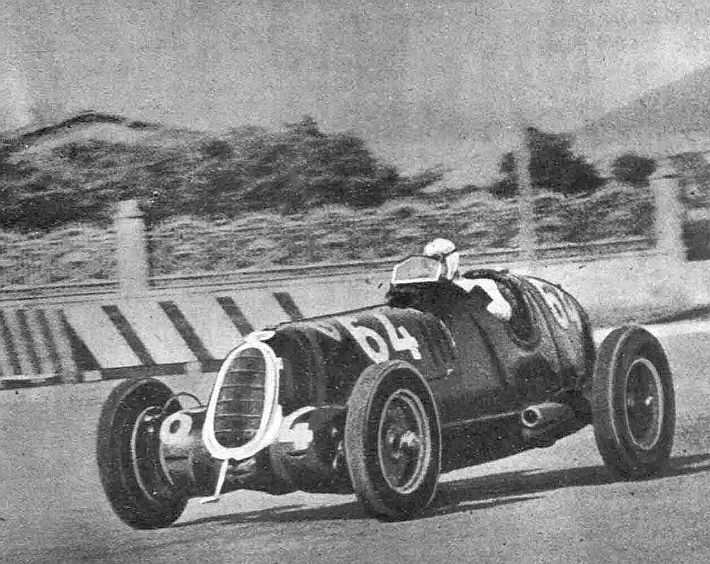
Tazio Nuvolari, Alfa Romeo 12C-36, Coppa Ciano (1936)

## Technická data
| Technická data/Typ   | 8C-35                                                                     | 12C-36                                                                    | 12C-37                                                                    |
| -------------------- | ------------------------------------------------------------------------- | ------------------------------------------------------------------------- | ------------------------------------------------------------------------- |
| Motor                | řadový osmiválec                                                          | dvanáctiválcový vidlicový motor (V-60)                                    | dvanáctiválcový vidlicový motor (V-60)                                    |
| Zdvihový objem       | 3822 cm³                                                                  | 4064 cm³                                                                  | 4495 cm³                                                                  |
| Vrtání x zdvih       | 78 x 100 mm                                                               | 70 x 88 mm                                                                | 72 x 92 mm                                                                |
| Max. výkon           | 246 kW/330 k                                                              | 276 kW/370 k                                                              | 321 kW/430 k                                                              |
| Ovládání ventilů     | 2 vačkové hřídele v hlavě (ke každé řadě válců jeden), 2 ventily na válec | 2 vačkové hřídele v hlavě (ke každé řadě válců jeden), 2 ventily na válec | 2 vačkové hřídele v hlavě (ke každé řadě válců jeden), 2 ventily na válec |
| Kompresní poměr      | 8,0:1                                                                     | 7,1:1                                                                     | 7,3:1                                                                     |
| Přeplňování          | 2 kompresory Roots                                                        | 2 kompresory Roots                                                        | 2 kompresory Roots                                                        |
| Převodovka           | manuální čtyřstupňová, transaxle                                          | manuální čtyřstupňová, transaxle                                          | manuální čtyřstupňová, transaxle                                          |
| Přední náprava       | speciální typ Dubonnet, nezávislé odpružení vinutými pružinami            | speciální typ Dubonnet, nezávislé odpružení vinutými pružinami            | speciální typ Dubonnet, nezávislé odpružení vinutými pružinami            |
| Zadní náprava        | kyvadlová polonáprava, příčné listové pero                                | kyvadlová polonáprava, příčné listové pero                                | kyvadlová polonáprava, příčné listové pero                                |
| Brzdy                | kapalinové bubnové brzdy                                                  | kapalinové bubnové brzdy                                                  | kapalinové bubnové brzdy                                                  |
| Podvozek a karoserie | hliníková karoserie na rámu z plechu                                      | hliníková karoserie na rámu z plechu                                      | hliníkové karoserie na ocelovém žebřinovém rámu                           |
| Rozvor kol           | 275 cm                                                                    | 275 cm                                                                    | 280 cm                                                                    |
| Hmotnost             | 750 kg                                                                    | 820 kg                                                                    | 810 kg                                                                    |
| Max. rychlost        | 275 km/h                                                                  | 290 km/h                                                                  | 310 km/h                                                                  |

## Sportovní úspěchy

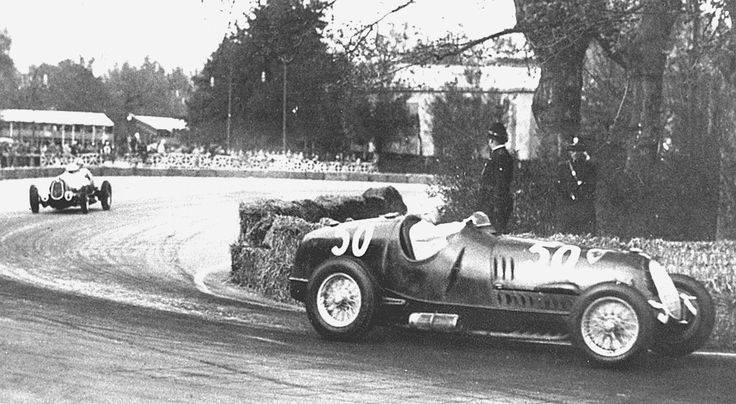
Guiseppe Farina na 12C-36 při GP Turína obsadil 2. místo (1937)

### 1936
První nasazení vozu se odehrálo na 10. ročníku Velké ceny Tripolisu v Lybii (Autodromo di Mellaha) 10. května 1936. Scuderia Ferrari nasadila do závody tři vozy, za volantem byli Mario Tadini, Antonio Brivio a Tazio Nuvolari. V závodě samotném sice nové vozy nechaly za sebou 5 starších Tipo B/P3 a i několik 8C-35, ale na Auto Uniony C (Varzi 1., Stuck 2.) a Mercedesy W25 (Fagioli 3., Caracciola 4.) to nestačilo. Nové Alfy se seřadily na 6.-8. místě.  Faktem zůstává, že Tripolis bylo Varziho poslední vítězství v Grand Prix před válkou a že jeho kariéra brzy poté udělala hluboký sešup. Při dalším nasazení 12C-1936 to bylo ještě smutnější, Antonio Brivio 17. května při Velké ceny Tunisu v Kartágu ani nedojel do cíle, po 8. kole ze 30 jeho vůz vzplál. Nuvolari pro zranění ani do závodu nenastoupil. 
Potom konečně přišlo první vítězství. Na okruhu Circuit de Montjuïc v Barceloně 7. června při 7. ročníku Velké ceny Penya Rhin Tazio Nuvolari dovedl po 80 kolech (303,28 km) svou Alfu vítězně do cíle. Za normálních podmínek nemohly být závodní vozy Mercedes-Benz a Auto Union v roce 1936 poraženy, ale přesto Tazio Nuvolari na podřadném stroji dokázal zvítězit nad německými vozy. Italovo vítězství ve Velké ceně Penya Rhin zapůsobilo mnohem více než jeho šťastné vítězství v roce 1935 na Nürburgringu, kde vyhrál Velkou cenu proti německému náporu. Zde v Barceloně Nuvolari porazil čtyři vynikající německá auta v perfektním stavu. Nuvolari zajel i nejrychlejší kolo závodu za 1:58 min = 115,7 km/h.
Na XIV. ročníku ADAC Eifelrennen 14. června se obě Alfy umístily na 3. (Brivio) a 4. místě (Nuvolari). Na 1. Velké ceně Milána v parku Sempione 28. června Nuvolari podruhé v tomto roce, po boji s Varzim (Auto Union C), zvítězil. Varzi se brzy po startu dostal do vedení, ale jeho vůz Auto nebyl na zakrouceném 2,6 km dlouhém okruhu kolem parku Sempione ve své nejlepší formě a krátce po polovině trati ho Nuvolari předjel a převzal vedení. Po dlouhém souboji s Varzim uviděl Nuvolari šachovnicovou vlajku devět sekund před svým úhlavním rivalem. V následujících startech na Grand Prix Německa (26. července), X° Coppa Ciano v Livornu (2. srpna), XII° Coppa Acerbo v Pescaře (15. srpna), Grand Prix Švýcarska (23. srpna) a Grand Prix Itálie (13. září) se buď vozy neumístily anebo nedojely do cíle s výjimkou Monzy, kde Nuvolari dojel na 2. místě za Rosemeyerem (Auto Union C), a Livorna, kde Antonio Brivio dojel na 2. místě.  O týden později však Nuvolari na městském okruhu v Modeně (V° Circuito di Modena, 20. září) v kratším závodě dlouhém 160 km zvítězil. Je však pravdou, že zde nestartovaly německé "hegemony", ale pouze Maserati a Alfy. Nuvolari se tímto vítězstvím stal potřetí italským automobilovým šampionem. Kromě GP Modeny šampionát zahrnoval GP Milána, Coppa Ciano, Coppa Acerbo a GP Itálie. Nuvolari získal po 3 bodech za vítězství v Miláně, Coppa Ciano (tam vyhrál na 8C-35) a Modeně a dva body za druhé místo na GP Itálie s celkovým počtem 11 bodů.
Po tomto úspěchu se Scuderia Ferrari se 3 vozy (Nuvolari, Brivio, Farina) vypravila do USA na Vanderbiltův pohár. Na Rooseveltově závodní dráze (Roosevelt Raceway) v New Yorku se 12. října sešla velmi početná (45 startujících), ale nepříliš vyhlášená konkurence. Evropské značky sice zastupovaly Bugatti Type 35, 51 a 59, Maserati V8RI, 6CM a 4CM, ale vesměs starších modifikací a s americkými jezdci. Američané vyslali svoje vozy Miller, Miller-Offenhauser, Duesemberg-Offenhauser, Studebaker atd. Po necelých 5 hodinách (482 km, 106,2 km/h) zvítězil Tazio Nuvolari (Alfa Romeo 12C-36), který zajel i nejrychlejší kolo závodu a inkasoval za vítězství 100 000 USD. Jean-Pierre Wimille (Bugatti T59) dojel na 2. místě před Antoniem Briviem (Alfa Romeo 12C-36). Farina nakonec startoval na starším 8C-35. Jezdil na 4. místě, než havaroval a poškodil řízení (po 17. kole z 75).
V tabulce mistrovství Evropy za rok 1936 obsadil Tazio Nuvolari 3. místo, Raymond Sommer 5. a Antonio Brivio dělené 7. místo.

### 1937
Prvním startem v roce 1937 byla 18. dubna účast na závodu v turínském parku Valentino (II° Gran Premio del Valentino). Scuderia Ferrari nasadila 5 vozů 12C-36 a v závodě tyto vozy obsadily prvá 4 místa v pořadí jezdců Brivio, Farina, Trossi a Pintacuda. Pátý vůz nestartovat, protože se v tréninku na něm zranil Nuvolari. Celkem do závodu na 60 kol (175,6 km) odstartovalo jen 9 vozů, mimo stáje Ferrari to byly soukromé vozy Alfa Romeo 8C Monza, Maserati 8CM a V8 RI a Bugatti T59. Od 5. kola se jezdci na 12C-36 seřadili v čele a ostatní už byli hodně pozadu. V následujícím závodě sezony v Neapoli 25. dubna (III° Coppa Principessa di Piemonte) to byla přímo předváděcí jízda Scuderia Ferrari. Vyhrál Guiseppe Farina (pozdější první mistr světa F1 z roku 1950) před Clementem Biondettim, oba na 12C-36. Na dalších 5 místech skončily jiné Alfy Romeo starších provedení. Tento úspěch byl poněkud zastíněn skutečností, že v Turíně ani Neapoli nestartovaly německé tovární týmy.
Ke střetu s Němci došlo až 9. května v Tripolisu (XI° GRAN PREMIO DI TRIPOLI) a tam na celé čáře vyhrály Mercedesy a Auto Uniony. Až na 9. místě dojel Farina. Na Avusu (VI INTERNATIONALES AVUS RENNEN, 30. května) se jelo systémem rozjížděk a ani jeden 12C-36 nepostoupil do finálové jízdy. Ve stejný den (30. května) se jel na okruhu v Janově závod I° Circuito della Superba, kde startovali pouze italští jezdci na různých Alfách a na Bugatti T51. Zde startovali s 12C-36 Carlo Felice Trossi a Mario Tadini, kteří obsadili v tomto pořadí prvá 2 místa. Při XV. ADAC EIFELRENNEN (Nürburgring, 13. června) Nuvolari horko těžko dojel na 5. místě. Za to v Miláně o týden později (II° CIRCUITO DI MILANO, 20. června) zvítězil Nuvolari před Farinou (oba 12C-36). Zde se podařilo Alfám porazit Rudolfa Hasseho, který dojel na 4. místě na Auto Unionu C.
Na Vanderbiltově poháru 5. července Tazio Nuvolari nedojel (prasklá ojnice). Při Grand Prix Belgie dojel 11. července do cíle pouze a to na posledním, 5. místě Raymond Sommer. Ani v Německu při Velké ceně, kde 25. července startovalo 9 vozů Alfa Romeo (z toho 2 vozy 12C-36) to nebylo o moc lepší, Nuvolari dojel na 4. místě a Farina nedojel (porucha zapalování). V Grand Prix Monaka dojel 8. srpna Farina na 6. místě a Brivio nedojel (porucha chlazení). 
Na domácím závodě 15. srpna v Pescaře (XIII° COPPA ACERBO) byla poprvé nasazena modifikace 12C-37 se silnějším motorem o zdvihovém objemu 4,5 l. Nedopadlo to dobře, vůz po 7. kole ze 16 skončil pro poruchu motoru. Na konci 5. kola Nuvolari znechucený výkonem vozu zastavil v depu a přepustil vůz Farinovi, který v polovině 8. kola potom odstoupil. Roztrpčený Nuvolari odešel od Alfy ke konkurenci a za týden ve Švýcarsku již startoval poprvé, zatím na zkoušku s Auto Unionem C. Na Grand Prix Švýcarska 22. srpna italská stál vytáhla z garáže původní model 12C-36. Raymond Sommer s ním dojel na 8. místě se ztrátou 3 kola na vítězného Caracciolu a Farina skončil před polovinou závodu (zadní náprava). Poslední Velká cena sezóny se jela 12. září. Velká cena Itálie se toho roku nejela v Monze, ale na okruhu Ardenza/Montenero v Livornu. Byl v tom záměr pořadatele, aby se nejelo na rychlé Monze, kde by italské vozy proti německým hegemonům s třícípou hvězdou a se čtyřmi spojenými kruhy neměly šanci. Záměr se však nezdařil, nejlepší Alfa Romeo 12C-36 řízená navrátilcem Nuvolarim a potom Farinou (na svém voze skončil po 10. kole) dojela na 7. místě., Carlo Felice Trossi byl 8. a Vittorio Belmondo 10. Jediný startující na 12C-37 Gianbattista Guidotti skončil před polovinou závodu pro poškození vozu při havárii.
Na nemistrovské Velké ceně Masarykově 26. záři Nuvolari (12C-36) skončil na 5. místě a hned za ním Brivio. Byl to jeden z posledních případů, kdy „Létající Mantovan“ dokončil závod na Alfě Romeo. Nuvolari ztratil v závěru na svém voze u zadního kola disk i s pneumatikou. To bylo v 10. kole z celkových 15. Pro Nuvolariho to byl již 2. defekt pneumatiky v tomto závodě. Pokračoval však v jízdě na ráfku až do pomocného depa v Ostrovačicích, kde mu dali nové kolo. Mimo dvou defektů měl v závěru potíže se svíčkami, takže dojížděl závod na 11 a potom na 10 válců. Do cíle dojel na pátém místě. To bylo jeho nejhorší umístění z 5 startů na Masarykově okruhu. Byl to jeden z posledních případů, kdy „Létající Mantovan“ dokončil závod na Alfě Romeo. V tabulce mistrovství Evropy v roce 1937 obsadili Raymond Sommer 6. místo, Tazio Nuvolari dělené 7. místo společně s Guiseppem Farinou. Od léta 1938 Nuvolari přestoupil do závodního týmu Auto Union.

## Vítězné závody
- GP Penya Rhin 1936 Nuvolari
- GP Milano 1936 Nuvolari
- GP Modena 1936 Nuvolari
- Vanderbilt Cup 1936 Nuvolari
- GP Valentino Turín 1937 Brivio
- GP Neapol 1937 Farina
- GP Janov 1937 Nuvolari
- GP Milano 1937 Nuvolari

## Galerie

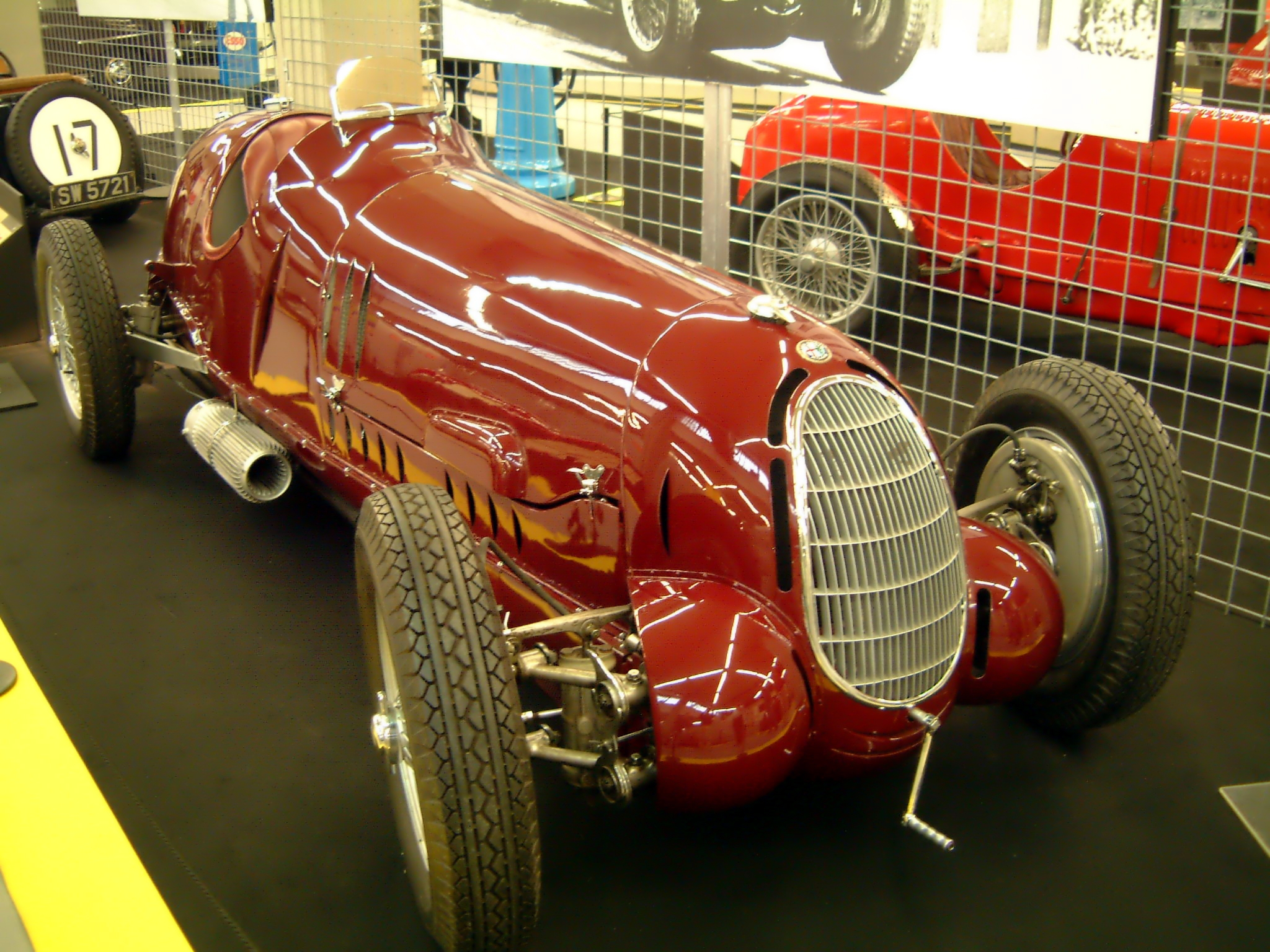
Alfa Romeo 12C-36 (Museum Romano d'Ezzelino 2003)
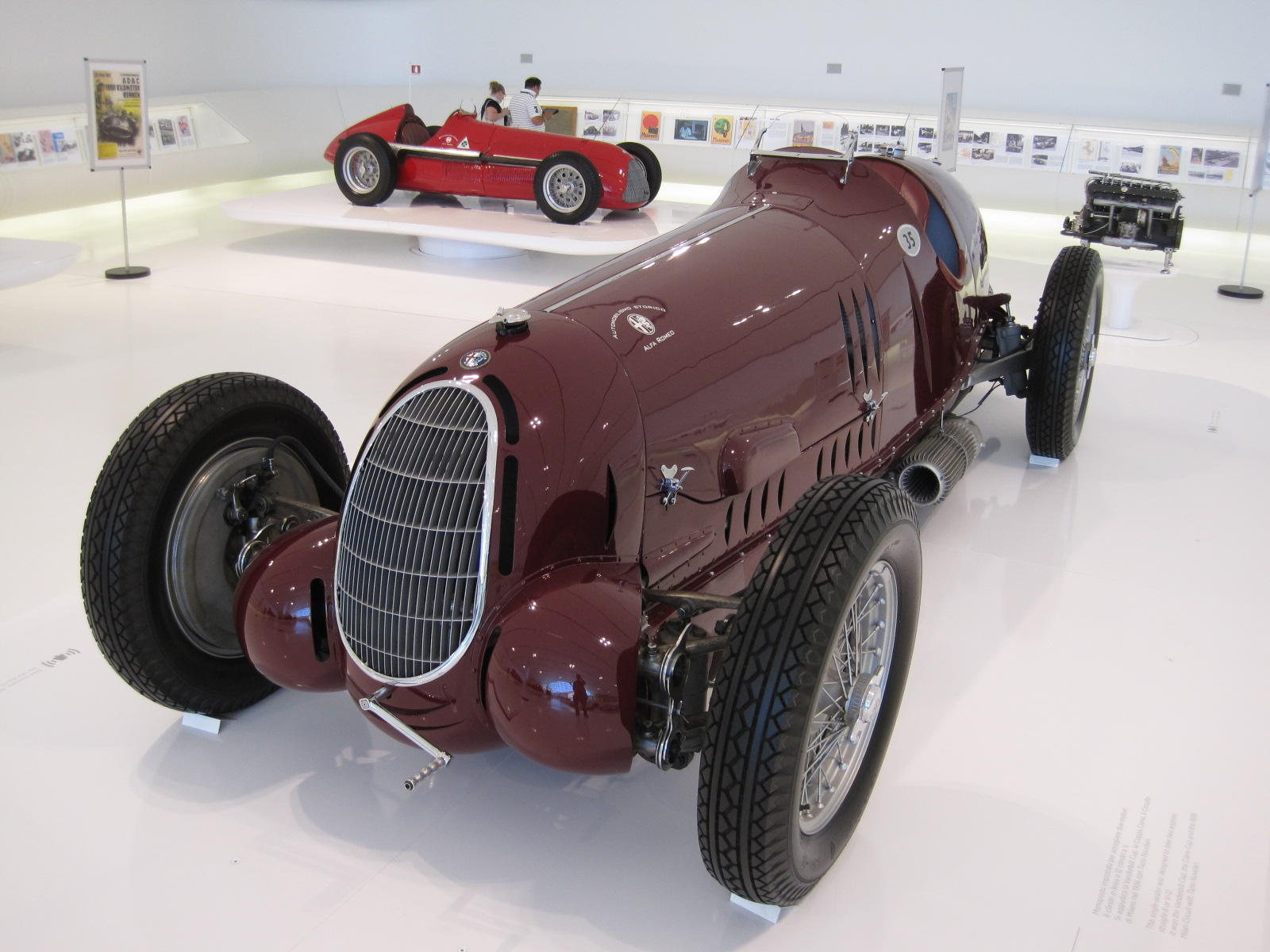
Alfa Romeo 12C-36 (Museum Enzo Ferrari Modena 2013)
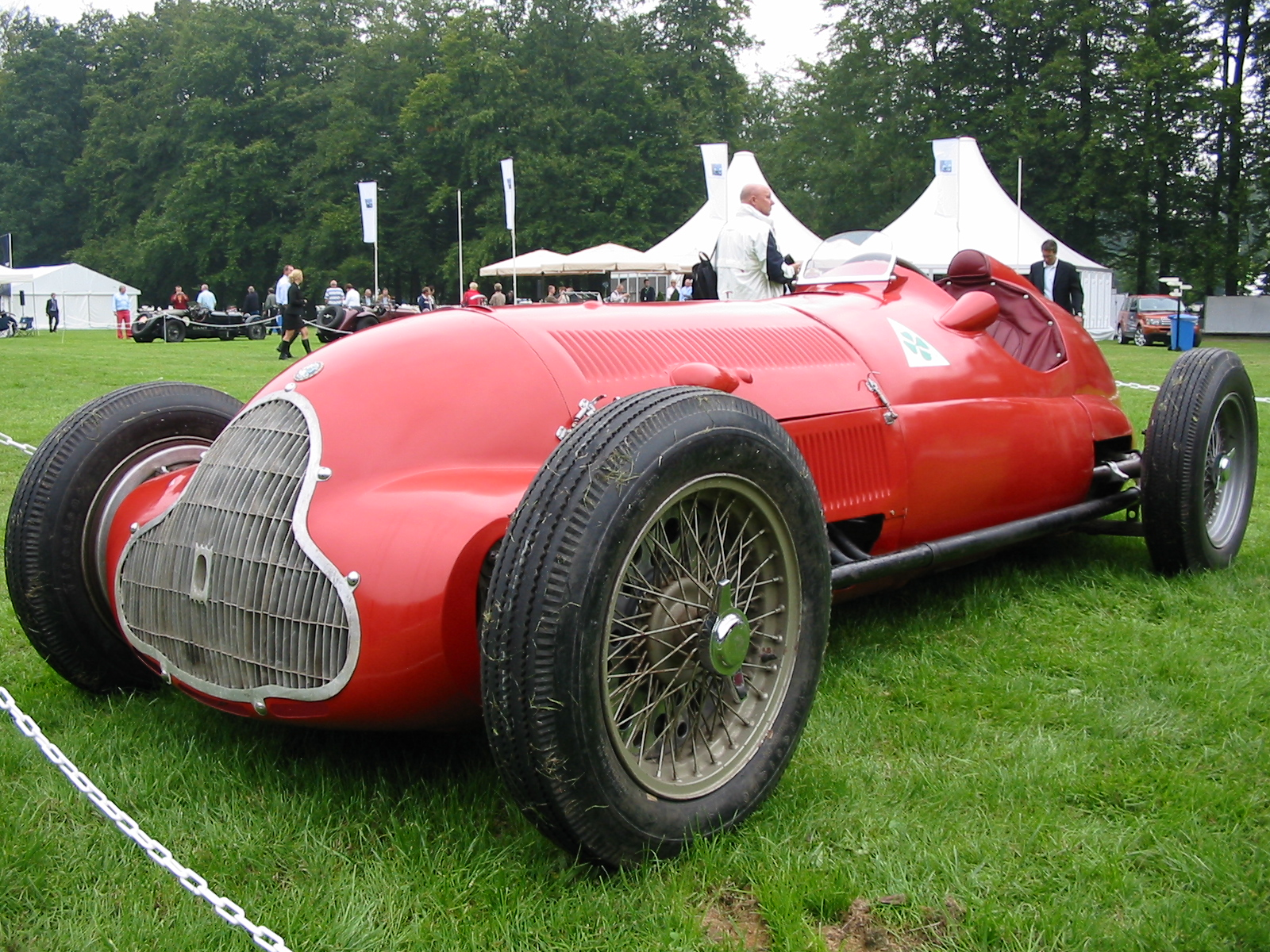
Alfa Romeo 12C-37
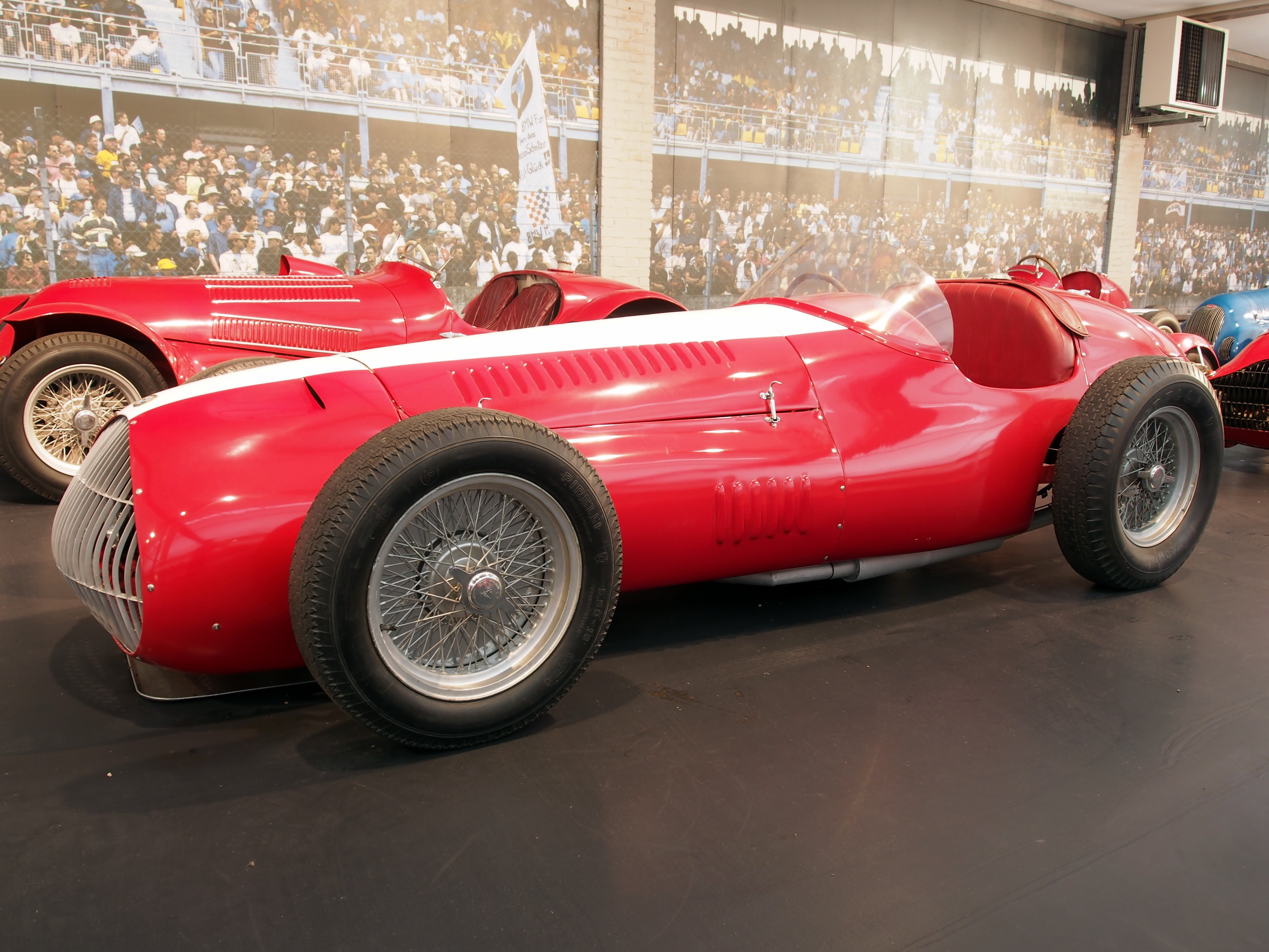
Alfa Romeo 12C-37 (Musée national de l’automobile Mulhouse 2014)